# Väinö Rouvinen
Väinö Heikki Rouvinen, född 12 september 1932 i Tuupovaara, är en finländsk grafiker. 
Rouvinen studerade 1951–1955 vid Finlands konstakademis skola och 1958–1959 för Aukusti Tuhka. Han tog intryck både av informalismen och det italienska metafysiska måleriet. Hans arbeten i akvatinta föreställer ofta ödsliga landskap med enstaka figurer. Han tilldelades Pro Finlandia-medaljen 1987.